# Зейберліньш Арманд Янович
Арманд Янович Зейберліньш (латис. Armands Zeiberliņš, нар. 13 серпня 1965) — колишній радянський та латвійський футболіст, півзахисник. Майстер спорту СРСР (1984).

## Клубна кар'єра
У дорослому футболі дебютував 1983 року виступами за «Звейнієкс», в якому провів один сезон, взявши участь у 14 матчах чемпіонату.
Своєю грою привернув увагу представників тренерського штабу клубу «СКА (Ростов-на-Дону)», до складу якого приєднався на початку 1984 року. Відіграв за ростовських армійців наступні чотири сезони своєї ігрової кар'єри.
Згодом з 1987 по 1988 рік грав у складі «Шинника» та «Звейнієкса».
1988 року уклав контракт з луцьким «Торпедо», у складі якого провів наступні три роки своєї кар'єри гравця. Більшість часу, проведеного у складі луцького «Торпедо», був основним гравцем команди.
Після розпаду СРСР не дуже вдало виступав як легіонер за російські, польські, шведські та ізраїльські клуби. Після цього 1996 року повернувся на батьківщину, де виступав за «Університате» (Рига) та «Металургс» (Лієпая).
1998 року перейшов в український «Металург» (Запоріжжя), де дуже швидко в Арманда стався конфлікт з керівництвом клубу і він протягом 30 місяців не грав за команду, хоча і був в неї на контракті.
2001 року провів два матчі за «Волинь», але в підсумку клуб не захотів платити 20 тис. доларів США за гравця і Зейберліньш покинув Луцьк.
Завершив футбольні виступи у аматорському ризькому клубі «Монарх».

## Виступи за збірну
1985 року у складі молодіжної збірної СРСР був учасником домашнього чемпіонату світу серед молодіжних команд, на якому разом з командою здобув четверте місце.
21 лютого 1993 року дебютував в офіційних матчах у складі національної збірної Латвії в грі проти збірної Данії. Всього протягом кар'єри у національній команді, яка тривала 6 років, провів у формі головної команди країни 23 матчі, забивши 4 голи.

## Статистика виступів

### Статистика виступів за збірну
| Дата       | Місто      | Господарі         | Результат | Гості             | Турнір                      | Голи | Примітки |
| ---------- | ---------- | ----------------- | --------- | ----------------- | --------------------------- | ---- | -------- |
| 21/2/1993  | Копенгаген | Данія             | 2 – 0     | Латвія            | Відбір до ЧС 1994           | -    | 46'      |
| 15/5/1993  | Рига       | Латвія            | 0 – 0     | Албанія           | Відбір до ЧС 1994           | -    | 51'      |
| 2/6/1993   | Рига       | Латвія            | 1 – 2     | Північна Ірландія | Відбір до ЧС 1994           | -    | 61'      |
| 2/7/1993   | Пярну      | Естонія           | 0 – 2     | Латвія            | Балтійський кубок 1993      | -    | 63'      |
| 3/7/1993   | Пярну      | Латвія            | 0 – 0     | Литва             | Балтійський кубок 1993      | -    |          |
| 30/7/1994  | Вільнюс    | Естонія           | 0 – 2     | Латвія            | Балтійський кубок 1994      | -    | 46'      |
| 31/7/1994  | Вільнюс    | Литва             | 1 – 0     | Латвія            | Балтійський кубок 1994      | -    | 46'      |
| 19/5/1995  | Рига       | Латвія            | 2 – 0     | Естонія           | Балтійський кубок 1995      | 1    |          |
| 21/5/1995  | Рига       | Латвія            | 2 – 0     | Литва             | Балтійський кубок 1995      | -    | 86'      |
| 3/6/1995   | Порту      | Португалія        | 3 – 2     | Латвія            | Відбір до ЧЄ 1996           | -    |          |
| 7/6/1995   | Белфаст    | Північна Ірландія | 1 – 2     | Литва             | Відбір до ЧЄ 1996           | 1    |          |
| 16/8/1995  | Рига       | Латвія            | 3 – 2     | Австрія           | Відбір до ЧЄ 1996           | 1    | 23'      |
| 6/9/1995   | Рига       | Латвія            | 2 – 0     | Ліхтенштейн       | Відбір до ЧЄ 1996           | 1    |          |
| 11/10/1995 | Дублін     | Ірландія          | 2 – 0     | Литва             | Відбір до ЧЄ 1996           | -    |          |
| 7/7/1996   | Нарва      | Естонія           | 1 – 1     | Латвія            | Балтійський кубок 1996      | -    | 46'      |
| 8/7/1996   | Нарва      | Латвія            | 1 – 2     | Литва             | Балтійський кубок 1996      | -    | 67'      |
| 9/10/1996  | Мінськ     | Білорусь          | 1 – 2     | Латвія            | Відбір до ЧС 1998           | -    | 46'      |
| 14/2/1997  | Паралімні  | Кіпр              | 2 – 0     | Латвія            | Міжнародний турнір на Кіпрі | -    | 62'      |
| 15/2/1997  | Дерінья    | Литва             | 1 – 0     | Латвія            | Міжнародний турнір на Кіпрі | -    | 46'      |
| 30/3/1997  | Люцерн     | Швейцарія         | 1 – 0     | Латвія            | товариський матч            | -    | 82'      |
| 6/2/1998   | Та'Калі    | Грузія            | 2 – 1     | Латвія            | товариський матч            | -    |          |
| 8/2/1998   | Та'Калі    | Мальта            | 2 – 1     | Латвія            | товариський матч            | -    |          |
| 10/2/1998  | Та'Калі    | Албанія           | 2 – 2     | Латвія            | товариський матч            | -    | 69'      |
| Усього     |            | Матчів            | 23        |                   | Голів                       | 4    |          |

## Досягнення
- Чемпіон УРСР: 1989
- Володар Балтійського кубку: 1993, 1995
- Володар Кубка Латвії: 1993, 1996